# Domagoj Kujundžić
Domagoj Kujundžić, hrvatski košarkaški trener iz Splita.
Dugo je godina radio u omladinskoj školi Splita, s kojom je 2014. godine osvojio je kadetski naslov s generacijom igrača koju je predvodio Mate Kalajžić. U Splitu je bio i pomoćni trener prve momčadi. Sa Subotićem je osim na klupi Splita bio i na trenerskoj klupi Cedevite. 2017. godine vodeći košarkaše mostarskog Studenta izborio je plasman u Prvu ligu BiH-a, pobijedivši u završnici doigravanja košarkaške Lige Herceg-Bosne, nakon što su i u ligaškom dijelu izborio prvo mjesto na ljestvici.